# Veronika Veľká
Veronika Veľká (16. září 1930 – 27. září 2015) byla slovenská a československá politička, bezpartijní poslankyně Slovenské národní rady a Sněmovny národů Federálního shromáždění za normalizace.

## Biografie
Po provedení federalizace Československa usedla v lednu 1969 do Sněmovny národů Federálního shromáždění. Do federálního parlamentu ji nominovala Slovenská národní rada, kde rovněž zasedala. Ve federálním parlamentu setrvala do konce funkčního období, tedy do voleb roku 1971.